# Ane Marcelle dos Santos
Ane Marcelle Gomes dos Santos (12 de janeiro de 1994) é uma arqueira brasileira. Ela representou o Brasil no Campeonato Mundial de Tiro com Arco de 2015 no arco recurvo individual e por equipe. Participou também dos Jogos Olímpicos de Verão de 2016 sediados na cidade do Rio de Janeiro. Venceu na primeira rodada a japonesa Saori Nagamine, logo, em seguida derrotou a australiana Alice Ingley classificando-se assim para as oitavas de final onde foi derrotada pela britânica Naomi Folkard. A atleta terminou em 9º lugar na classificação, melhor resultado de um arqueiro do Brasil em Olimpíadas.